# Фуденберг, Дрю
Дрю Фуденберг (англ. Drew Fudenberg; род. 2 марта 1957 года, Нью-Йорк, США) — американский экономист, профессор экономики, президент Эконометрического общества в 2017 году.

## Биография
Дрю Фуденберг родился 2 марта 1957 года в Нью-Йорке, США.
В 1978 году с большим почётом получил степень бакалавра (A.B.) по прикладной математике в Гарвард-колледже, где входил в Общество «Фи-Бета-Каппа». Затем в 1981 году был удостоен докторской степени (Ph.D.) по экономике в Массачусетском технологическом институте.
Свою преподавательскую деятельность начал в должности ассистента профессора в 1981—1985 годах, затем был ассоциированным профессором в 1985—1987 годах в Калифорнийском университете в Беркли. Занимал профессорскую должность в Массачусетском технологическом институте в 1987—1993 годах. Затем в 1993—2016 годах был профессором в Гарвардском университете. А с 2016 года по настоящее время является Пол Самуэльсон профессором экономики в Массачусетском технологическом институте.
Дрю Фуденберг был приглашённым ассистентом профессора в Массачусетском технологическом институте в 1984 году, приглашённым ассоциированным профессором в Стэнфордской высшей школе бизнеса в 1985 году, приглашённым профессором в Университете Тулузы 1 в 1992 году, в Массачусетском технологическом институте в 2003—2004 годах, в Йельском университете в 2011—2012 годах, в Университете Ёнсе в 2015 году.
Является выбранным членом с 1987 года, а в 2017 году был президентом Эконометрического общества, членом Американской академии искусств и наук с 1998 года, членом Национальной академии наук США с 2014 года, помощником редактора журналов «Theoretical Economics», «Econometrica», «Journal of Political Economy» и других.

## Награды и гранты
За свои достижения был неоднократно отмечен:
- 1984 — грант Фонда Альфреда Слоуна;
- 1990 — стипендия Гуггенхайма;
- 2016 — приз лучшему выпускнику от Гарвардского студенческого совета.